# Финале Конкакафовог златног купа 1993.
Финале Златног купа Конкакафа 1993. је била фудбалска утакмица која је одиграна 25. јула 1993. на стадиону Астека у Мексико Ситију, Мексико, да би се одредио победник Златног купа Конкакафа 1993. године. Ово је било друго финале у историји Конкакафовог златног купа и друго узастопно финале за Сједињене Државе након што су у финалу 1991. године победиле Хондурас у извођењу пенала. Они су се овај пут суочили са Мексиком, који је први пут наступио у финалу Златног купа. Ел Три је победио у мечу резултатом 4 : 0 пред 120.000 гледалаца.
Као шампион Златног купа, Мексико се квалификовао као представник Конкакафа на Купу краља Фахда 1995. у Саудијској Арабији.

## Позадина
Пре меча, Мексико је био фаворит за победу након што је Заг постигао 10 голова у досадашњем делу такмичења које су играли осим утакмице где су играли нерешено 1 : 1 са Костариком. На другој страни, Сједињене Државе су победиле све своје утакмице са 1 голом разлике и постигле златни гол против Костарике у полуфиналу.

## Пут до финала
| Pos | Тим              | О | Бод. |
| --- | ---------------- | - | ---- |
| 1   | Сједињене Државе | 3 | 9    |
| 2   | Јамајка          | 3 | 4    |
| 3   | Хондурас         | 3 | 3    |
| 4   | Панама           | 3 | 1    |

| Pos | Тим       | О | Бод. |
| --- | --------- | - | ---- |
| 1   | Мексико   | 3 | 7    |
| 2   | Костарика | 3 | 5    |
| 3   | Канада    | 3 | 2    |
| 4   | Мартиник  | 3 | 1    |

## Утакмица

### Детаљи
| Мексико                                                                                        | 4—0      | Сједињене Државе |
| ---------------------------------------------------------------------------------------------- | -------- | ---------------- |
| Игнасио Амбриз 11’ · Десмонд Армстронг 31’ (а.г.) · Луис Роберто Алвес 69’ · Гиљермо Канту 79’ | Извештај |                  |

| Мексико | САД |

| Г                  | 1  | Хорхе Кампос          |  |     |
| ДБ                 | 2  | Клаудио Суарез        |  |     |
| ЦХ                 | 3  | Хуан де Диос Рамирез  |  |     |
| ЦХ                 | 6  | Хуан Ернандез         |  |     |
| ЛБ                 | 4  | Игнасио Амбриз        |  |     |
| ЦВ                 | 5  | Рамон Рамирез         |  |     |
| ЦВ                 | 20 | Хорхе Родригез        |  |     |
| ЦВ                 | 19 | Хоакин Дел Олмо (c)   |  |     |
| ДК                 | 11 | Луис Роберто Алвес    |  |     |
| ЦФ                 | 9  | Луис Мигел Салвадор   |  | 76’ |
| ЛК                 | 10 | Октавио Мора          |  | 76’ |
| Замене:            |    |                       |  |     |
| СР                 | 18 | Гиљермо Канту         |  | 76’ |
| СР                 | 17 | Хосе Антонио Норијега |  | 76’ |
| Селектор:          |    |                       |  |     |
| Мигел Мехија Барон |    |                       |  |     |

| Г                | 1  | Тони Меола        |  |     |
| ДБ               | 22 | Алекси Лалас (c)  |  |     |
| ЦХ               | 15 | Дезмонд Армстронг |  |     |
| ЦХ               | 4  | Кле Којман        |  |     |
| ЛБ               | 3  | Џон Дојл          |  |     |
| ДС               | 5  | Томас Дули        |  |     |
| ЦС               | 10 | Коби Џонс         |  | 52’ |
| ЦС               | 6  | John Harkes       |  |     |
| ЛХ               | 19 | Chris Henderson   |  |     |
| ЦФ               | 17 | Рој Вегерле       |  | 78’ |
| ЦФ               | 11 | Ерик Вајналда     |  |     |
| Замене:          |    |                   |  |     |
| ДК               | 8  | Доминик Киниар    |  | 52’ |
| ЛК               | 14 | Џо Макс Мур       |  | 78’ |
| Селектор:        |    |                   |  |     |
| Бора Милутиновић |    |                   |  |     |

|  | Правила - Игра се 90 минута. - 30 минута продужеци ако резултат буде нерешен након 90 минута. - Извођење једанаестераца ако су резултати и даље изједначени након 120 минута. - Дозвољено је највише три замене. |

| centrado          |
| Мексико           |
| Шампион · Мексико |
| 1. титула         |